# Goeldichironomus pictus
Goeldichironomus pictus är en tvåvingeart som beskrevs av Reiss 1974. Goeldichironomus pictus ingår i släktet Goeldichironomus och familjen fjädermyggor. Inga underarter finns listade i Catalogue of Life.